# シラヤ族

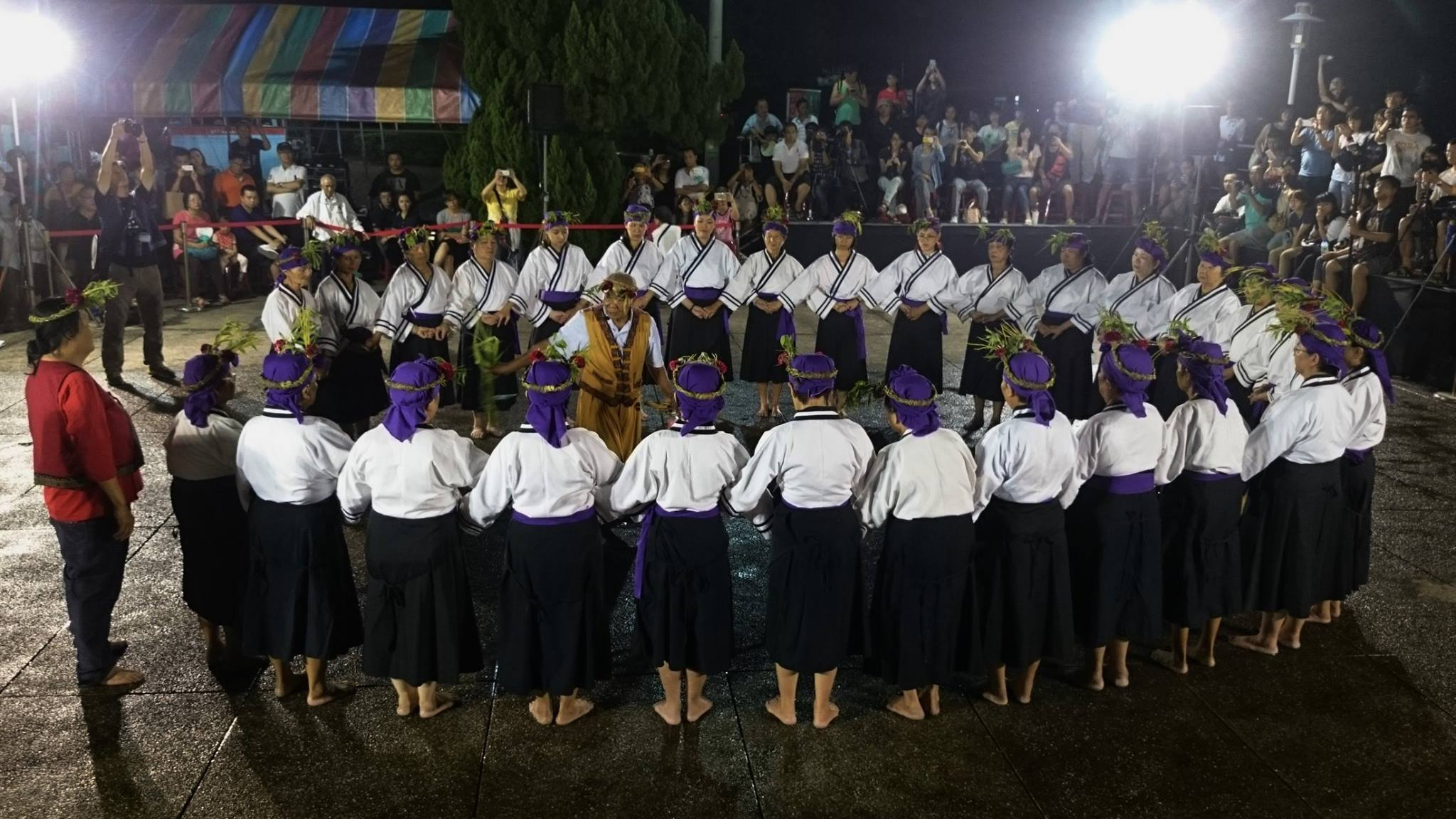
KabuasuaのTa'ay、シラヤ族の夜祭りである。祖霊に荘厳な歌舞、牽曲を奉げる。

シラヤ族（Siraya、台湾華語:西拉雅族）は、台湾原住民の一つであり、平埔族の一支族に分類される。主に台南に居住している。
1768年、満清王朝に統治される時代に、台湾の南部で黄教反乱（黄教は人名）が起き、新港社シラヤ族の頭目、大里撓は味方として朝廷の軍隊に協力し、封地を与えられ、一部のシラヤ族を率い、現在の高雄市内門区に移住していった。また、19世紀、漢民族入植者が増えたことにより、一部のシラヤ人は花蓮と台東へ移住した。
シラヤ族は、民族として中華民国政府にまだ認定されていない。ただし、台南市政府と花蓮県富里郷公所、地方政府によって民族として認定されている。
伝統的な祭り、Ta'ay（夜祭）や祖霊の御霊屋や祖先祭祀制度などが、まだ守られている。
シラヤ族の集落、台南市東山区東河里にあるKabuasua（吉貝耍部落）は、毎年旧暦9月4日と9月5日に、Ta'ay（夜祭）と孝海祭りを行っており、中華民国政府に国家重要無形文化財として指定された。
かつて、タイボアン族とマカタオ族もシラヤ族の一支族で分類されていたが、アイデンティティや文化や言葉により、異なっており、近年、タイボアン族とマカタオ族の方は、独自の民族として主張し、復興活動に取り組んでいる。

## 言語・文化
日本統治時代の台湾で、台北帝国大学教授の村上直次郎や小川尚義がシラヤ語の古文書を収集したり、浅井恵倫がシラヤ語歌謡を録音したりして、その文化や民俗の研究が始まった。第二次世界大戦後、中華民国が台湾を統治するようになって以降は、中央研究院がシラヤ族についての研究を引き継いだ。
2002年、言語・文化の復興を目指す活動をしていたシラヤ族家族の娘と結婚した、ビサヤ族の血を引くフィリピン人男性が、ビサヤ語の知識でシラヤ語の聖書や古文書が意味がおおまかに分かると指摘。ビサヤ語と対照しながら、シラヤ語の辞書が作成されるなど、文化の研究・復興が進んでいる

## 著名人
- 段洪坤（シラヤ語名：Alak Akatuang） - シラヤ族の母語、伝統文化、祖霊祭、民族正名の復興活動家、学者。
- 陳金鋒 - プロ野球選手。台湾人初のメジャーリーガーとなる。